# MathWorld
A MathWorld egy online matematikai referenciaforrás, amelyet anyagilag a Wolfram Research Inc. támogat. Támogatói még a National Science Foundation-féle National Science Digital Library grant to the University of Illinois at Urbana-Champaign is.

## Története
Eric W. Weisstein, a weboldal létrehozója fizikát és csillagászatot tanult, amikor szokásává vált jegyzeteket írni matematikai olvasmányaihoz. 1995-ben jegyzeteit feltette az internetre az "Eric's Treasure Trove of Mathematics" néven. Több száz oldalnyi anyagot tartalmazott a matematika számos területéről. A weblap népszerű lett a weben mint matematikai forrás. Weisstein folyamatosan javítgatta a hibákat és minden online észrevételt szívesen vett. 1998-ban szerződést kötött a CRC Press-szel, és a weblap tartalmát CD ROM-on és nyomtatásban is publikálták a "CRC Concise Encyclopedia of Mathematics" néven. Az online változat csak részben volt nyilvánosan hozzáférhető. 1999-ben Weisstein a Wolfram Research, Inc. (WRI) cégnél kezdett dolgozni, és a WRI a Math Treasure Trove-nak a MathWorld nevet adta és korlátozások nélkül hozzáférhetővé tette a weboldalán (http://mathworld.wolfram.com).